# San Cornelio und San Cipriano (San Cebrián de Mudá)

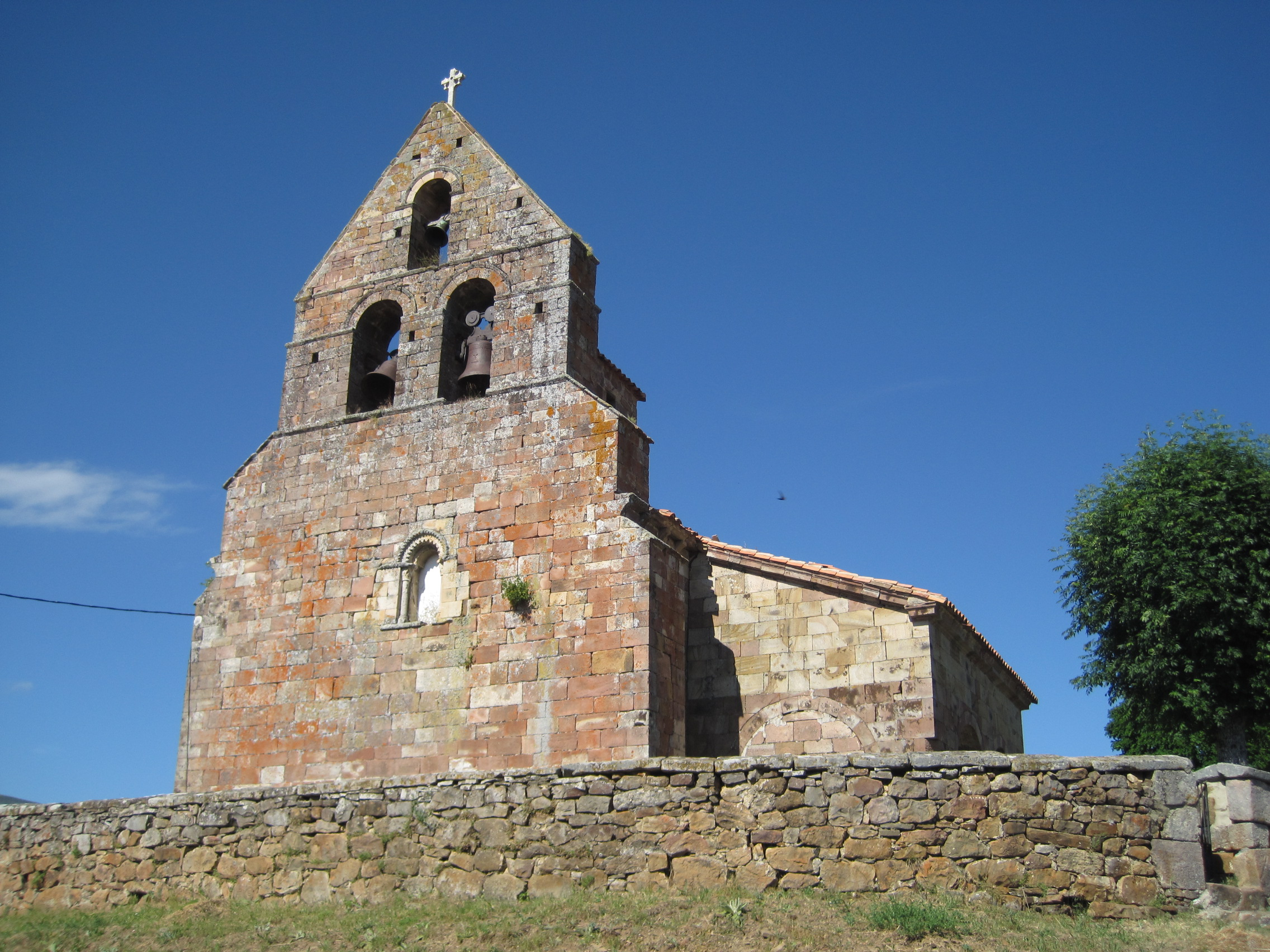
San Cornelio und San Cipriano, Ansicht von Westen

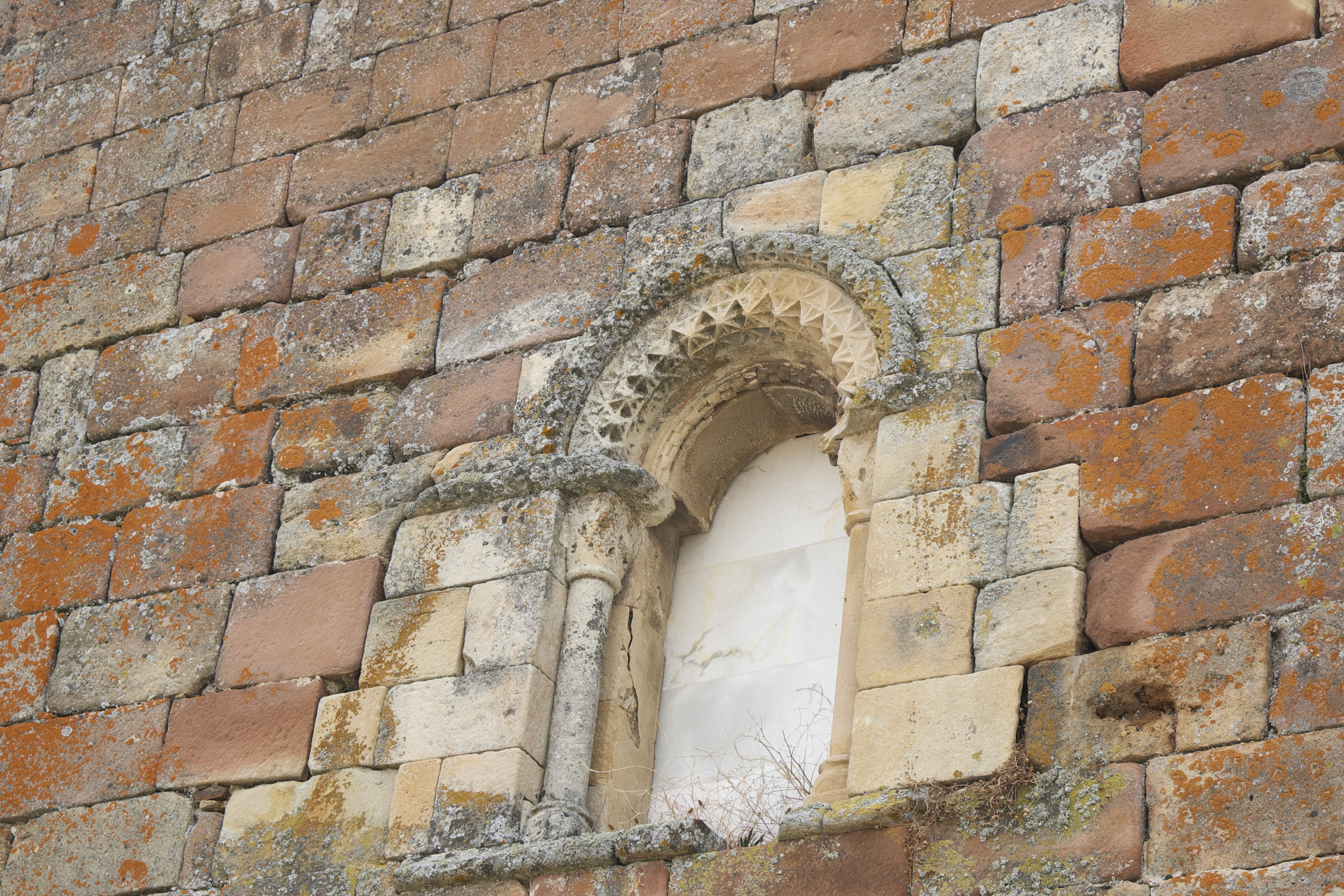
Fenster der Westfassade

Die römisch-katholische Pfarrkirche San Cornelio und San Cipriano in San Cebrián de Mudá, einer Gemeinde in der Provinz Palencia der spanischen Autonomen Region Kastilien-León, wurde im 13. Jahrhundert errichtet. Der Chor wurde vermutlich erst im 15. Jahrhundert vollendet. Aus dem späten 15. Jahrhundert sind Wandmalereien erhalten, die dem Meister von San Felices zugeschrieben werden. 1993 wurde die spätromanische Kirche, die mit dem Doppelpatrozinium der „liturgischen Zwillinge“, der heiligen Cornelius und Cyprian, versehen ist, zum Baudenkmal (Bien de Interés Cultural) erklärt.

## Geschichte
Die Kirche gehörte ehemals zu einem Kloster, das 1285 den Prämonstratensern von Santa María la Real in Aguilar de Campoo unterstellt wurde, eine Schenkung, die der kastilische König Sancho IV. in einer Urkunde bestätigte.

## Architektur

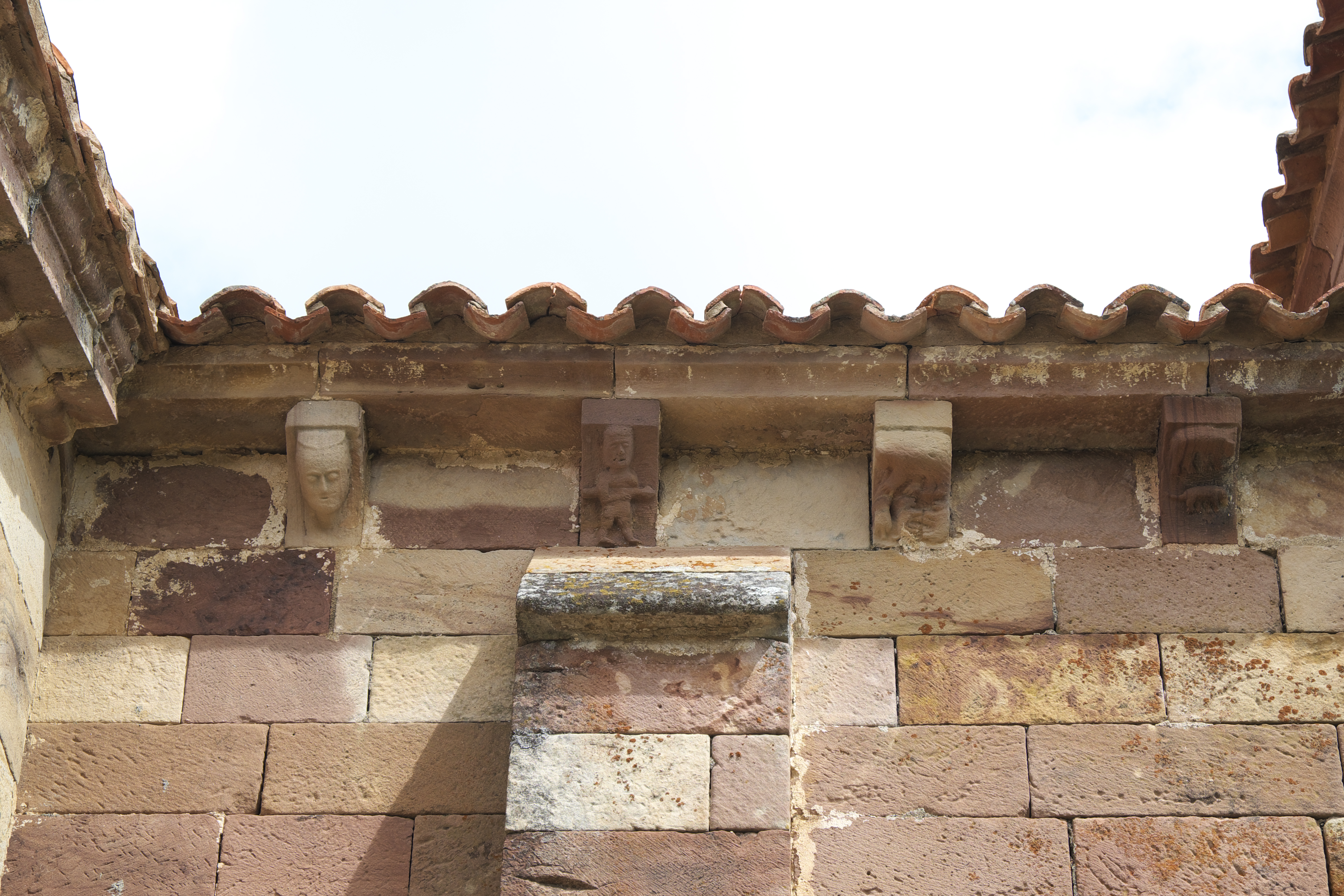
Kragsteine

### Außenbau

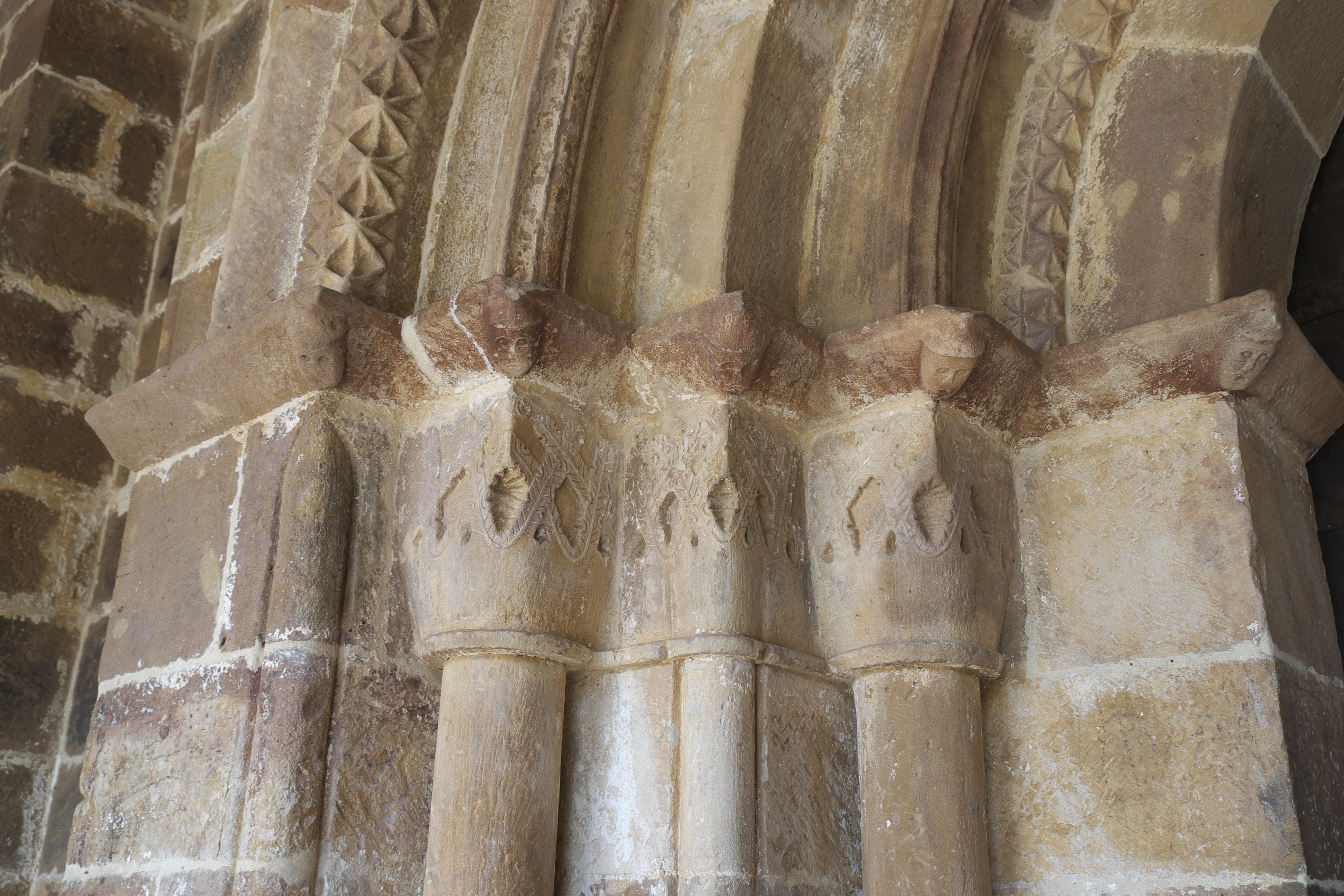
Kapitelle und Kämpfer des Portals

Die Kirche ist aus regelmäßig behauenem, ockerfarbenem Sandstein errichtet. Im Westen erhebt sich ein offener Glockenturm (espadaña) mit spitz zulaufendem Giebel, wie er für die romanischen Kirchen der Region typisch ist. Der obere Teil des Giebels ist von drei Rundbogenöffnungen durchbrochen, in Höhe des Langhauses öffnet sich ein weiteres Fenster, das von zwei Säulen mit Kapitellen gerahmt wird. Es ist von Archivolten umgeben, die mit Rollen- und Diamantfries verziert sind.
In einer Vorhalle an der Südfassade befindet sich das Portal, dessen Archivolten auf eingestellten Säulen mit schlichten Kapitellen aufliegen. Der äußere und der innere Bogenlauf sind ebenfalls mit einem Diamantfries verziert, auf den Kämpfern über den Kapitellen sind kleine menschliche Köpfe dargestellt. Unter dem Dachansatz verläuft eine Reihe von Kragsteinen, die mit Pflanzenmotiven, Tier- und Menschendarstellungen skulptiert sind.

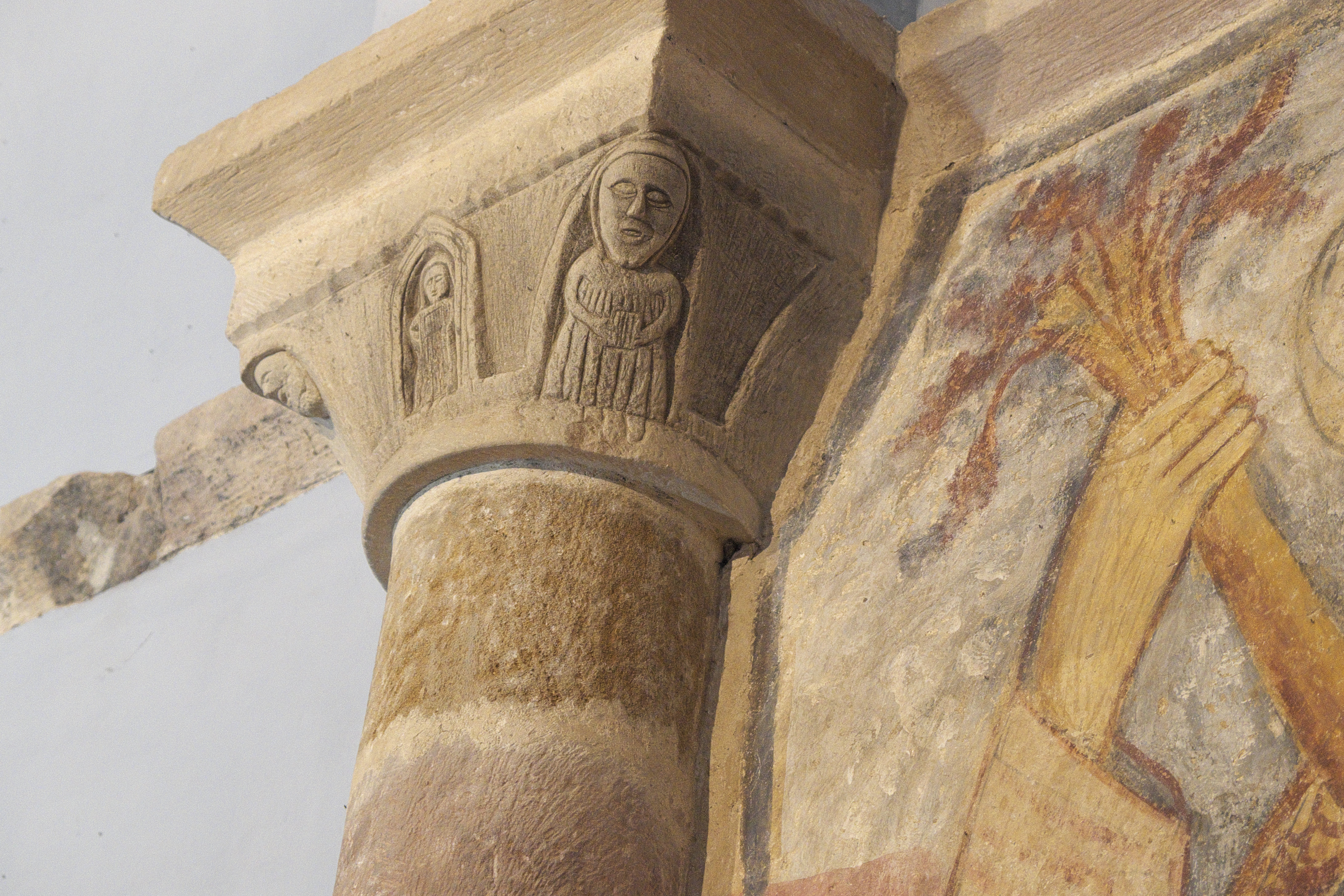
Kapitell

### Innenraum
Das Langhaus ist einschiffig und mündet im Osten in einen quadratischen Chor. Es wird von einer mit Gurtbögen unterfangenen Spitztonne gedeckt. Die Gurtbögen liegen auf Halbsäulen auf, deren Kapitelle mit einfachen Reliefdarstellungen von Tieren, Pflanzen, und Menschen versehen sind.

## Wandmalereien
Die Wandmalereien des Chores stammen aus dem späten 15. Jahrhundert und werden dem sogenannten Meister von San Felices zugeschrieben. Auf der linken Seite wird auf dem unteren Feld das Abendmahl dargestellt. Auf dem großen Tisch, an dem Jesus und die Apostel sitzen, liegen Brote und Fische. In den oberen Feldern sind Szenen der Leidensgeschichte Jesu wiedergegeben wie die Kreuztragung, Geißelung und Jesus und die schlafenden Jünger am Ölberg. Auf der rechten Seite sind zwei Märtyrerinnen, die Heimsuchung und die Flucht nach Ägypten zu erkennen. Eine andere Szene zeigt den Erzengel Michael, der die Seelen wiegt.
Eine Wandmalerei im Langhaus stellt den heiligen Christophorus dar. Eine andere Darstellung zeigt einen Bischof neben dem von Pfeilen durchbohrten heiligen Sebastian und der heiligen Katharina, die ihr Attribut, das Schwert, in Händen hält. Die darüberliegende Szene greift das Thema der Gregorsmesse auf. Nach der Legende sollen Papst Gregor während einer Messe Zweifel an der Transsubstantiation gekommen sein, worauf ihm Christus mit den Leidenswerkzeugen erschienen sein soll.

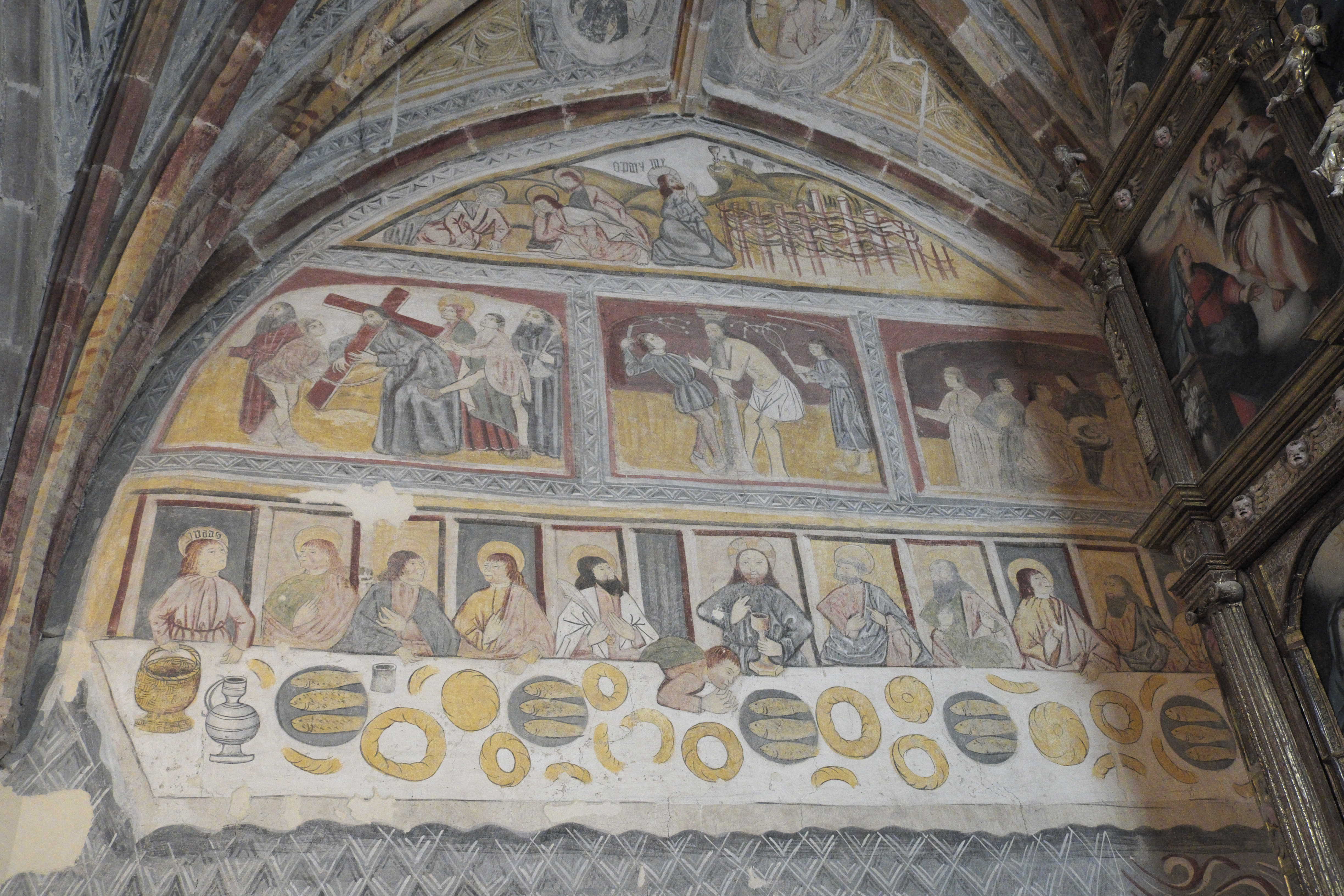
Abendmahl und Passion
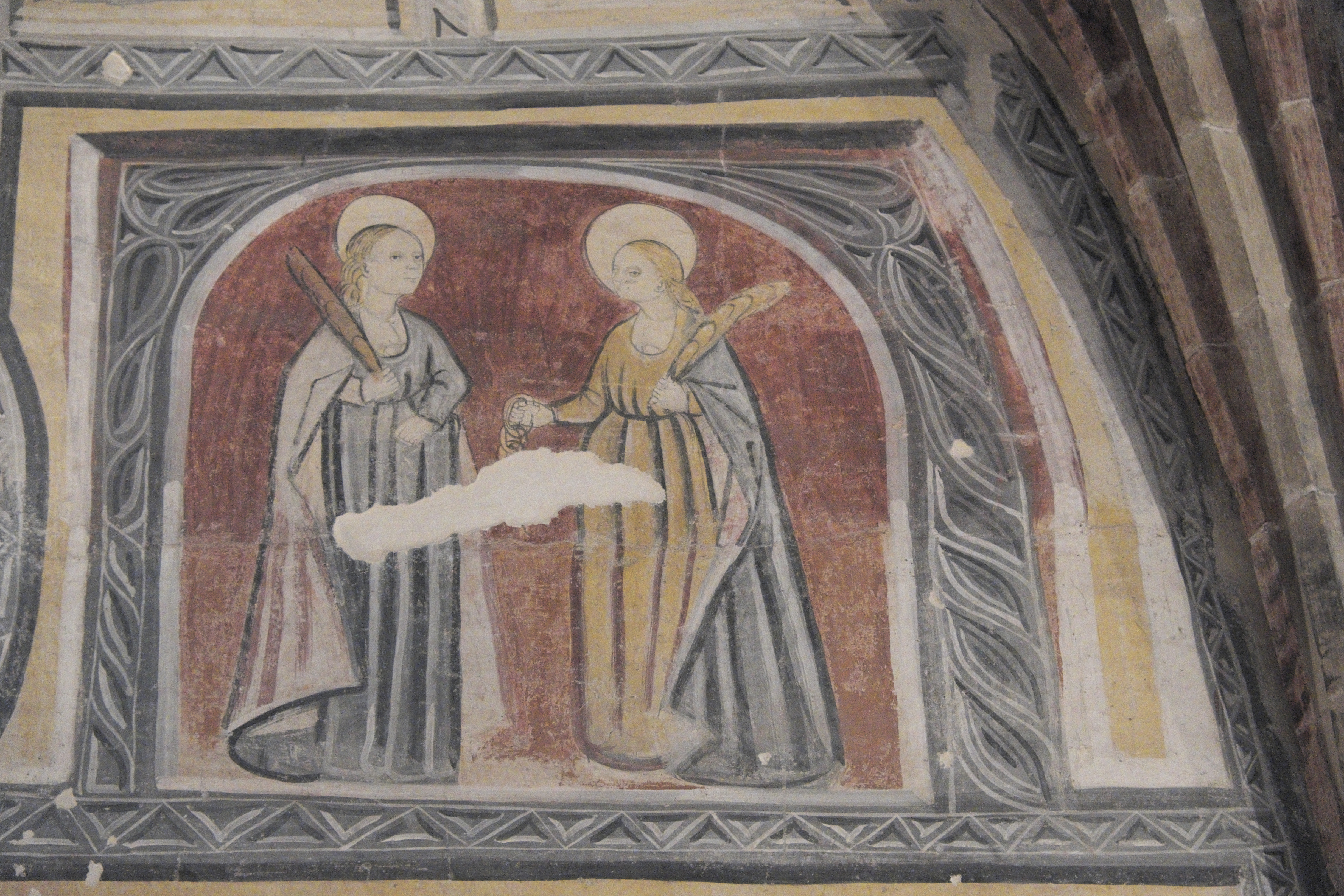
Zwei Märtyrerinnen
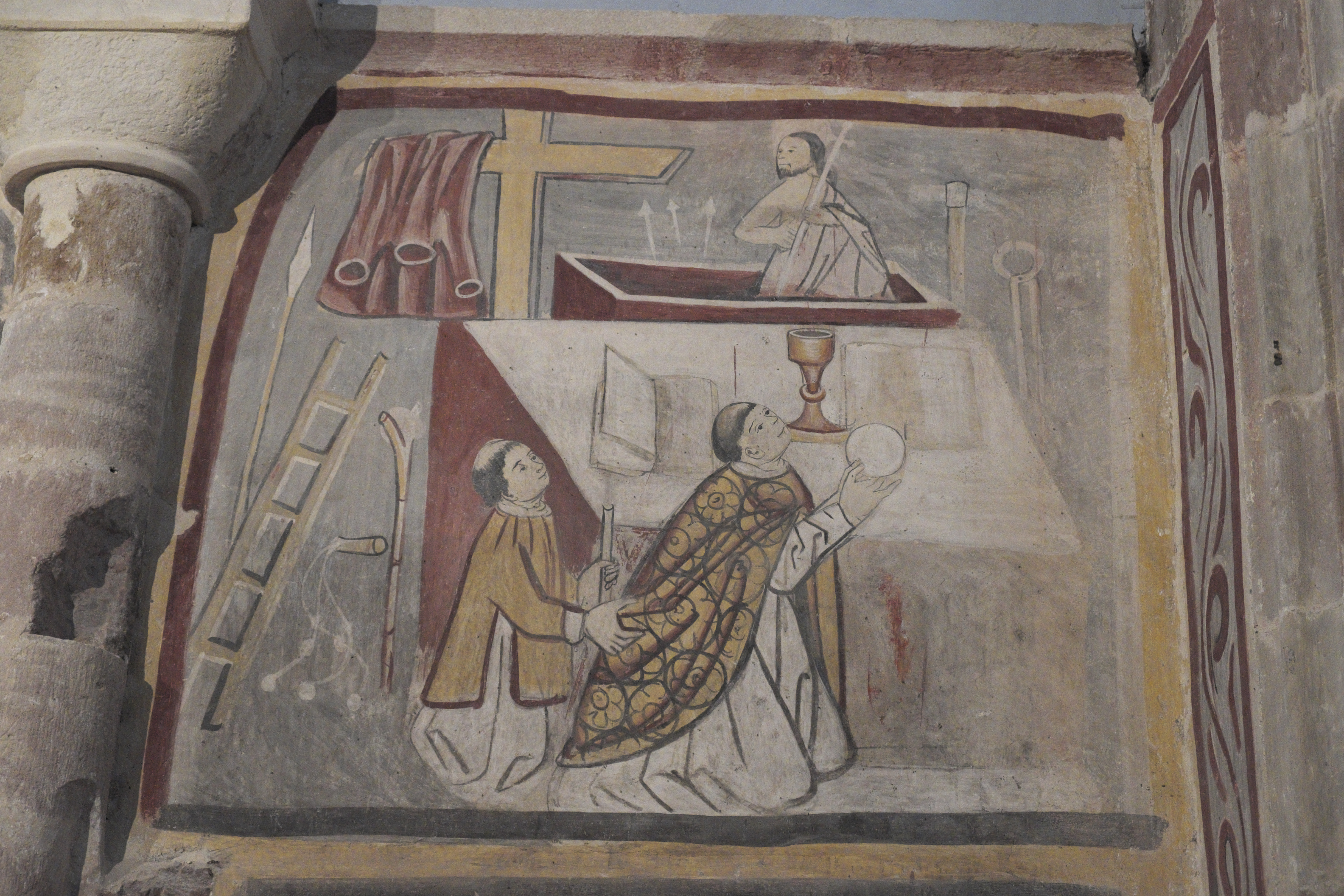
Gregorsmesse
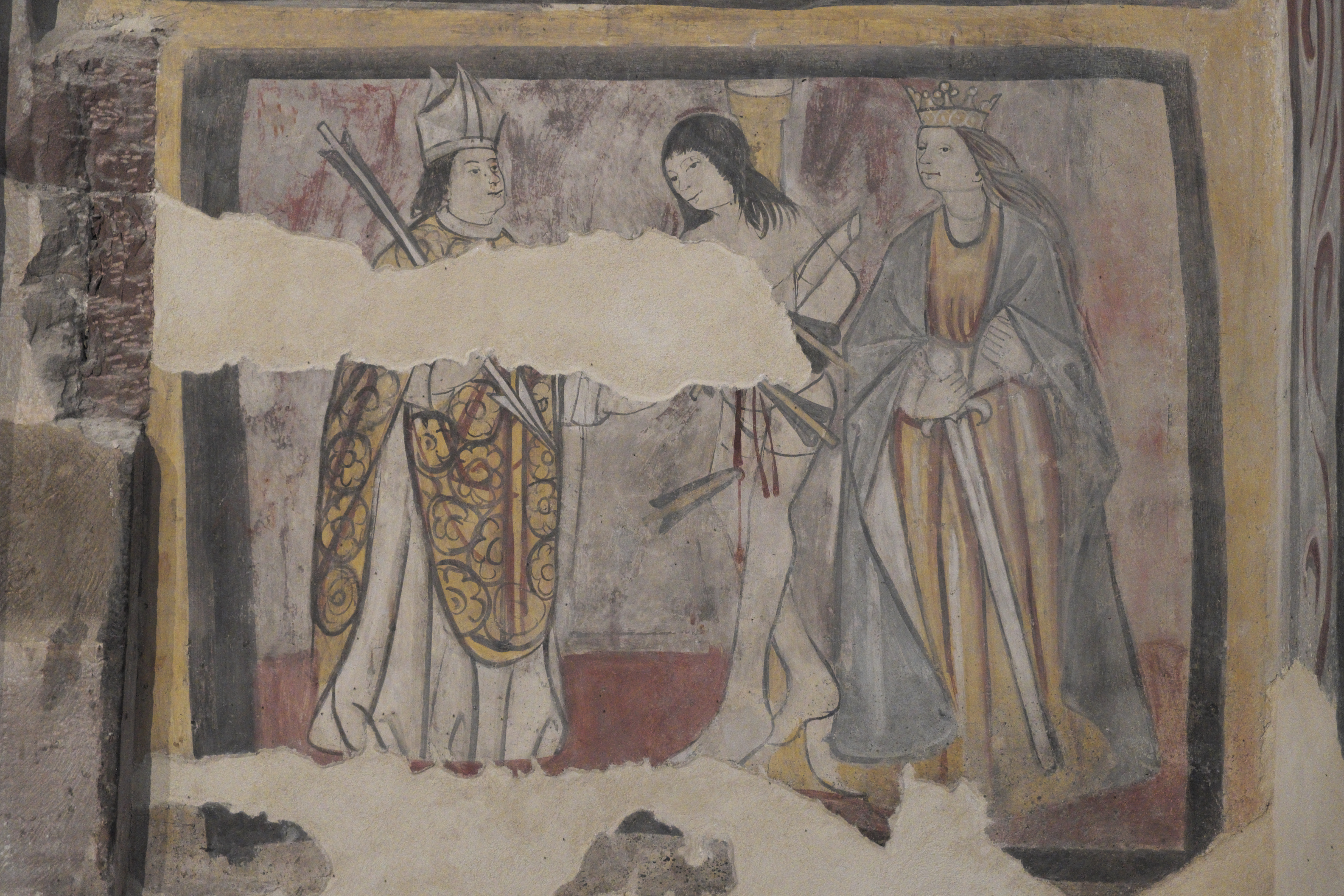
Bischof, heiliger Sebastian und heilige Katharina